# Filer City (Míchigan)
Filer City es un lugar designado por el censo ubicado en el condado de Manistee en el estado estadounidense de Míchigan. En el Censo de 2010 tenía una población de 116 habitantes y una densidad poblacional de 172,93 personas por km².

## Geografía
Filer City se encuentra ubicado en las coordenadas 44°12′54″N 86°17′20″O / 44.21500, -86.28889. Según la Oficina del Censo de los Estados Unidos, Filer City tiene una superficie total de 0.67 km², de la cual 0.67 km² corresponden a tierra firme y (0%) 0 km² es agua.

## Demografía
Según el censo de 2010, había 116 personas residiendo en Filer City. La densidad de población era de 172,93 hab./km². De los 116 habitantes, Filer City estaba compuesto por el 92.24% blancos, el 0% eran afroamericanos, el 0.86% eran amerindios, el 0% eran asiáticos, el 0% eran isleños del Pacífico, el 0% eran de otras razas y el 6.9% pertenecían a dos o más razas. Del total de la población el 1.72% eran hispanos o latinos de cualquier raza.